# Lucenzo
Lucenzo, de son vrai nom Luís Filipe Fraga Oliveira (prononciation : [luˈiʃ fɨˈlipɨ ˈfɾaɣɐ ɔliˈvɐjɾɐ]), né le 27 mai 1983 à Bordeaux, est un chanteur et auteur-compositeur-interprète franco-portugais.

## Biographie
Lucenzo, de son vrai nom Luís Filipe Fraga Oliveira s'initie au piano dès l'âge de six ans sans prendre de cours. En effet, Lucenzo est autodidacte. En 1998, il fait ses premiers pas dans le hip-hop et compose et écrit son premier album qui ne sera jamais commercialisé, faute de moyens.
En 2007, il sort son premier single Emigrante Del Mundo suivi de Dame Reggaeton, qui se classent tous deux numéro 1 sur radio Latina et se fait alors un nom dans le milieu latino en France.
Mais c'est en 2010 avec son titre Vem Dançar Kuduro en collaboration avec Big Ali qu'il trouve le succès. Le single devient no 1 des clubs en France et se positionne dans le top des charts au Portugal, en Suisse, en Suède, en Norvège, en Finlande, au Danemark, au Canada et entre à la 10e place du European Hot 100[source insuffisante]. Une version en espagnol, dont le refrain est toujours en portugais, intitulée Danza Kuduro est réalisée en duo avec le chanteur portoricain Don Omar et une autre avec le rappeur cubano-américain Pitbull.
En 2013, Lucenzo devient l'une des superstars latino dans le monde en gagnant des prix aux Latin Grammy Awards, Billboard Latin Awards, aux États-Unis, 3 années consécutives (2011, 2012, 2013), ainsi qu'aux Bmi Awards et a obtenu au Starfloor 2011 la vidéo de diamant.
Lucenzo est devenu un artiste latino majeur sur la scène latino dans le monde et un des acteurs phares de la commercialisation du Kuduro sous la forme d'un mélange de sonorités originaires d'Afrique lusophone (notamment l'Angola), de folklore portugais et de sonorités brésiliennes et électro.
En 2011 son morceau Danza Kuduro fait partie de la bande originale du film Fast and Furious 5.
En 2012 il sort le titre "Wine It Up" Avec Sean Paul.
En 2013, il participe à l'album Tropical Family avec Kenza Farah pour la reprise du morceau d'Aventura Obsesión.
Le 1er juillet 2015, Lucenzo sort un nouveau morceau intitulé : Vida Louca. Il s'agit d'un morceau enregistré en portugais. Pour sa sortie, ce morceau est réservé au marché portugais. il fait partie d'un certain nombre de compilations (VIDISCO) et n'est disponible que sur iTunes Portugal.
Il revient en 2020 avec le titres No me ama qui se classe dans les charts en France et en Belgique.

## Discographie

### Albums studio
| Titre               | Détails                                                                                  | Meilleure position | Meilleure position | Meilleure position | Meilleure position | Meilleure position |
| Titre               | Détails                                                                                  | France             | [ 9 ]              | Allemagne          | Portugal           | Suisse             |
| ------------------- | ---------------------------------------------------------------------------------------- | ------------------ | ------------------ | ------------------ | ------------------ | ------------------ |
| Emigrante del Mundo | - Sortie : 19 décembre 2011 - Label : Yanis, B1M1 - Formats : CD, téléchargement digital | 6                  | 60                 | 65                 | 24                 | 15                 |

### Singles
| Emigrante del mundo                                                          | 2008 | —  | —  | — | — | — | —  | — | — | —  | — | —  | —  | —  | — | — | — | — | — | — | —  | — | —  | —  | —  | —  | — | — | — | — | Emigrante Del Mundo             |
| Dame reggaeton                                                               | 2009 | —  | —  | — | — | — | —  | — | — | —  | — | —  | —  | —  | — | — | — | — | — | — | —  | — | —  | —  | —  | —  | — | — | — | — | Emigrante Del Mundo             |
| Vem Dançar Kuduro (avec Big Ali)                                             | 2011 | 2  | 31 | — | — | — | —  | — | 1 | —  | — | 14 | 12 | 15 | — | — | — | — | — | — | —  | — | —  | 84 | —  | —  | — | — | — | — | Emigrante Del Mundo             |
| Danza Kuduro (avec Don Omar)                                                 | 2011 | 4  | 1  | 1 | 8 | 1 | 1  | 1 | 3 | 7  | 1 | 3  | 5  | 2  | 1 | 1 | 2 | 2 | 5 | 3 | 20 | 1 | 27 | 88 | 13 | 82 | 1 | 1 | 1 | 1 | Meet the Orphans                |
| Baila Morena                                                                 | 2011 | 9  | —  | — | — | — | —  | — | — | —  | — | —  | —  | —  | — | — | — | — | — | — | —  | — | —  | —  | —  | —  | — | — | — | — | Emigrante Del Mundo             |
| Wine It Up (avec Sean Paul)                                                  | 2012 | 33 | —  | — | — | — | 48 | — | — | —  | — | —  | —  | —  | — | — | — | — | — | — | —  | — | —  | —  | —  | —  | — | — | — | — | Emigrante Del Mundo (Reedition) |
| Obsesión                                                                     | 2013 | 16 | —  | — | — | — | —  | — | — | —  | — | —  | —  | —  | — | — | — | — | — | — | —  | — | —  | —  | —  | —  | — | — | — | — | Tropical Family                 |
| No Me Ama                                                                    | 2020 | 44 | —  | — | — | — | —  | — | — | 37 | — | —  | —  | —  | — | — | — | — | — | — | —  | — | —  | —  | —  | —  | — | — | — | — | TBA                             |
| "—" signifie que le single n'est pas classé ou n'est pas sorti dans le pays. |      |    |    |   |   |   |    |   |   |    |   |    |    |    |   |   |   |   |   |   |    |   |    |    |    |    |   |   |   |   |                                 |

## Distinctions
| Année | Nomination   | Catégorie                  | Résultat |
| ----- | ------------ | -------------------------- | -------- |
| 2011  | Danza Kuduro | Latin Song of the year     | Lauréat  |
| 2012  | Danza Kuduro | Latin Song of the year     | Lauréat  |
| 2012  | Danza Kuduro | Digital Song of the year   | Lauréat  |
| 2012  | Danza Kuduro | Latin Rhythm of the year   | Lauréat  |
| 2012  | Danza Kuduro | Top Latin Song of the year | Lauréat  |
| 2013  | Danza Kuduro | Digital Song of the year   | Lauréat  |
| 2013  | Danza Kuduro | Streaming Song of the Year | Lauréat  |

| Année | Nomination   | Catégorie            | Résultat |
| ----- | ------------ | -------------------- | -------- |
| 2012  | Danza Kuduro | Pop Song of the year | Lauréat  |

### Remixes
- Remix officiel : Danza Kuduro avec Don Omar, Daddy Yankee & Arcángel
- Worldwide Remix : Danza Kuduro feat. Don Omar, El Cata & Pitbull
- Worldwide Remix : Throw Your Hands Up (Dancar Kuduro) Qwote feat. Pitbull & Lucenzo

## Ligne de vêtements
En 2006, Lucenzo a créé sa ligne de vêtements : Emigrante.

## Album:Emigrante Del Mundo
Le 19 décembre 2011, Lucenzo sort son premier album intitulé Emigrante Del Mundo en référence à son premier single qui l'a fait connaître en France.
Liste des titres :
1. Danza Kuduro - Version MTO
2. Emigrante Del Mundo
3. Baila Morena
4. Dame Reggeaton
5. Vem Dancar Kuduro - Radio Edit
6. Dembow
7. Quiero Vivir feat. Chico & The Gypsies
8. Jump - French Version
9. Dame Un Beso (Me Vuelves Loco)
10. Tengo El Flow
11. Make It Hot
12. Mami Te Quiero
13. Throw Your Hands Up (Dancar Kuduro) - Qwote feat. Pitbull vs Lucenzo

Une réédition de cet album est sortie le 12 novembre 2012. Contenant 3 titres Bonus (Baila Morena version française, Bring Me Coconut et Bamboleo) ainsi que son titre avec Sean Paul : Wine It Up.